# فيسنتي هرنانديز
فيسنتي هرنانديز (بالإسبانية: Vicente Hernández Cabrera)‏ هو تريثلت إسباني، ولد في 20 أبريل 1991 في سانتا كروث دي تينيريفه في إسبانيا.

## وصلات خارجية
- فيسنتي هرنانديز على موقع اتحاد الترياتلون الدولي (الإنجليزية)
- فيسنتي هرنانديز على موقع IAT Triathlon Database (الإنجليزية)
- فيسنتي هرنانديز على موقع أوليمبيديا (الإنجليزية)